# Pavel Durov
Pavel Valeryevich Durov (født 10. oktober 1984 i Skt. Petersborg) er en russisk iværksætter, milliardær og en af grundlæggerne af den sociale platform Vkontakte (VK). Han var generaldirektør for VK fra 2006 til 2014. Med omkring 480.000 brugere var VKontakte Ruslands største og verdens 14. største hjemmeside i marts 2018. Han etablerede internetvirksomheden Telegram Messenger LLC i 2013. Virksomheden står bag beskedtjenesten Telegram, som ifølge Pavels kanal nåede 500 millioner månedlige aktive brugere i 2021.

## Baggrund
Pavel Durov blev født i Skt. Petersborg. Han tilbragte en stor del af sin barndom i Torino i Italien, fordi hans far, filologen Valery Durov, arbejdede på et universitet der. Durov gik på en italiensk folkeskole, men på gymnasium i Skt. Petersborg. Efter at have afsluttet gymnasiet i 2001, fulgte han i sin fars fodspor og studerede filologi ved universitetet i St. Petersborg med speciale i engelsk lingvistik og oversættelse. Da han afsluttede sine studier i 2006, etablerede han den sociale hjemmeside Vkontakte. Durov udviklede senere en tjeneste kaldet Telegram, som er tilgængelig til både iPhone og Android-telefoner, foruden klienter på Windows, Mac og Linux.
Efter at være blevet afsat som administrerende direktør for VK i 2004, har han og hans bror Nikolai Durov rejst verden rundt i en slags selvpålagt eksil. Eksilet kom efter et stærkere politisk pres mod og regeringskontrol med VK, og politisk pres mod Durov selv hjemme i Rusland. Durov betragter sig selv som en "verdensborger", og i 2014 blev han borger i det caribiske land Saint Kitts og Nevis.
I 2017 blev han udpeget af World Economic Forum (WEF) som en såkaldt Young Global Leader, som repræsentant fra Finland.